# میله چینی

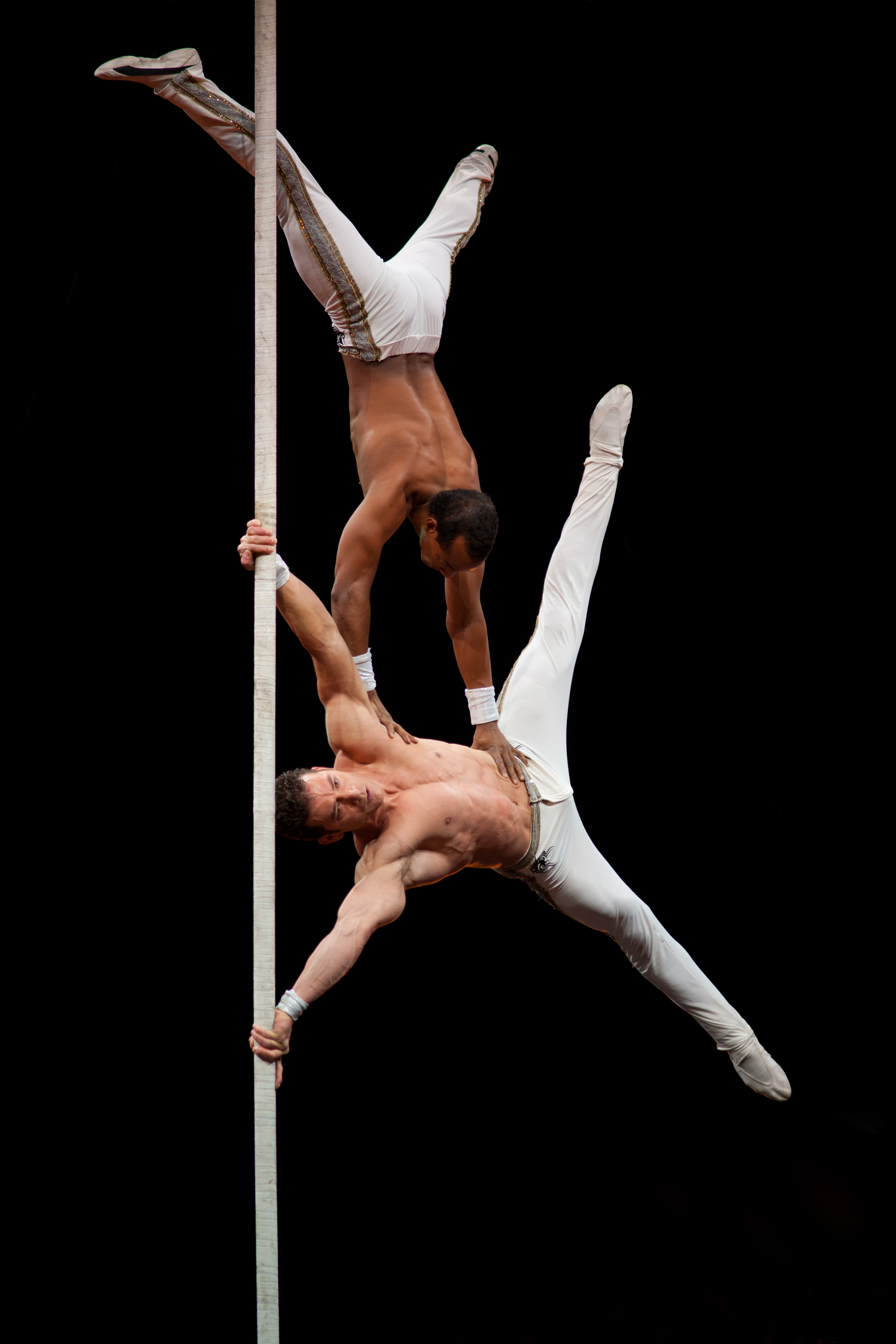
دو بازیگر سیرک اهل کوبا در حال انجام کارهای آکروباتیک پیرامون میله چینی

میله چینی نوعی نمایش در سیرک است. میله چینی از میله یا میله‌هایی افقی تشکیل شده‌است که بازیگران سیرک از آن بالا و پایین می‌روند و به حرکت‌های نمایشی آکروباتیک می‌پردازند. درازای میله‌ها بین ۳ تا ۹ متر و قطر میله‌ها ۲ تا ۳ اینچ می‌باشد. برخی از این دست میله‌ها به صورت چرخان هستند که حول محور میله می‌چرخند. این چرخش باعث می‌گردد بازیگز سیرک، نمایش‌هایی ویژه به تماشاگران نشان دهد.